# Còsna
Còsna (en francès i oficialment: Cosne-d'Allier) és un municipi francès situat al departament de l'Alier i la regió d'Alvèrnia-Roine-Alps.